# Collegio di Brent Central
Brent Central è stato un collegio elettorale situato nella Grande Londra, e rappresentato alla Camera dei comuni del Parlamento del Regno Unito. Eleggeva un membro del parlamento con il sistema first-past-the-post, ossia maggioritario a turno unico; il collegio è stato abolito in occasione della revisione periodica del 2024.

## Estensione
Brent Central era costituito da nove ward elettorali, tutti compresi nel borgo londinese di Brent: Dollis Hill, Dudden Hill, Harlesden, Kensal Green, Mapesbury, Stonebridge, Tokyngton, Welsh Harp, Willesden Green

## Membri del parlamento
| Elezione | Elezione | Deputato         | Partito          |
| -------- | -------- | ---------------- | ---------------- |
|          | 2010     | Sarah Teather    | Lib Dem          |
|          | 2015     | Dawn Butler      | Laburista        |
|          | 2024     | Collegio abolito | Collegio abolito |

## Elezioni

### Elezioni negli anni 2010
| Partito                    | Partito                                | Candidato                  | Risultati 12 dicembre 2019 | Risultati 12 dicembre 2019 |
| Partito                    | Partito                                | Candidato                  | Voti                       | %                          |
| -------------------------- | -------------------------------------- | -------------------------- | -------------------------- | -------------------------- |
|                            | Laburista                              | Dawn Butler                | 31 779                     | 64,68                      |
|                            | Conservatore                           | David Brescia              | 10 909                     | 22,20                      |
|                            | Lib Dem                                | Deborah Unger              | 4 844                      | 9,86                       |
|                            | Verdi                                  | William Relton             | 1 600                      | 3,26                       |
|                            |                                        |                            |                            |                            |
| Iscritti                   | Iscritti                               | Iscritti                   | 84 032                     | 100,00                     |
| ↳ Votanti (% su iscritti)  | ↳ Votanti (% su iscritti)              | ↳ Votanti (% su iscritti)  | 49 132                     | 58,47                      |
| ↳ Astenuti (% su iscritti) | ↳ Astenuti (% su iscritti)             | ↳ Astenuti (% su iscritti) | 34 900                     | 41,53                      |
|                            |                                        |                            |                            |                            |
|                            | Esito: collegio confermato a Laburista |                            |                            |                            |

| Partito                    | Partito                                | Candidato                  | Risultati 8 giugno 2017 | Risultati 8 giugno 2017 |
| Partito                    | Partito                                | Candidato                  | Voti                    | %                       |
| -------------------------- | -------------------------------------- | -------------------------- | ----------------------- | ----------------------- |
|                            | Laburista                              | Dawn Butler                | 38 208                  | 73,06                   |
|                            | Conservatore                           | Rahoul Bhansali            | 10 211                  | 19,53                   |
|                            | Lib Dem                                | Anton Georgiou             | 2 519                   | 4,82                    |
|                            | Verdi                                  | Shaka Lish                 | 802                     | 1,53                    |
|                            | UKIP                                   | Janice North               | 556                     | 1,06                    |
|                            |                                        |                            |                         |                         |
| Iscritti                   | Iscritti                               | Iscritti                   | 80 499                  | 100,00                  |
| ↳ Votanti (% su iscritti)  | ↳ Votanti (% su iscritti)              | ↳ Votanti (% su iscritti)  | 52 296                  | 64,96                   |
| ↳ Astenuti (% su iscritti) | ↳ Astenuti (% su iscritti)             | ↳ Astenuti (% su iscritti) | 28 203                  | 35,04                   |
|                            |                                        |                            |                         |                         |
|                            | Esito: collegio confermato a Laburista |                            |                         |                         |

| Partito                    | Partito                                      | Candidato                  | Risultati 7 maggio 2015 | Risultati 7 maggio 2015 |
| Partito                    | Partito                                      | Candidato                  | Voti                    | %                       |
| -------------------------- | -------------------------------------------- | -------------------------- | ----------------------- | ----------------------- |
|                            | Laburista                                    | Dawn Butler                | 29 216                  | 62,12                   |
|                            | Conservatore                                 | Alan Mendoza               | 9 567                   | 20,34                   |
|                            | Lib Dem                                      | Lauren Keith               | 3 937                   | 8,37                    |
|                            | Verdi                                        | Shahrar Ali                | 1 912                   | 4,07                    |
|                            | UKIP                                         | Stephen Priestley          | 1 850                   | 3,93                    |
|                            | TUSC                                         | John Boyle                 | 235                     | 0,50                    |
|                            | Communities United                           | Kamran Malik               | 170                     | 0,36                    |
|                            | Indipendente                                 | Noel Coonan                | 145                     | 0,31                    |
|                            |                                              |                            |                         |                         |
| Iscritti                   | Iscritti                                     | Iscritti                   | 77 038                  | 100,00                  |
| ↳ Votanti (% su iscritti)  | ↳ Votanti (% su iscritti)                    | ↳ Votanti (% su iscritti)  | 47 032                  | 61,05                   |
| ↳ Astenuti (% su iscritti) | ↳ Astenuti (% su iscritti)                   | ↳ Astenuti (% su iscritti) | 30 006                  | 38,95                   |
|                            |                                              |                            |                         |                         |
|                            | Esito: collegio passa da Lib Dem a Laburista |                            |                         |                         |

| Partito                    | Partito                                    | Candidato                  | Risultati 6 maggio 2010 | Risultati 6 maggio 2010 |
| Partito                    | Partito                                    | Candidato                  | Voti                    | %                       |
| -------------------------- | ------------------------------------------ | -------------------------- | ----------------------- | ----------------------- |
|                            | Lib Dem                                    | Sarah Teather              | 20 026                  | 44,18                   |
|                            | Laburista                                  | Dawn Butler                | 18 681                  | 41,22                   |
|                            | Conservatore                               | Sachin Rajput              | 5 068                   | 11,18                   |
|                            | Verdi                                      | Shahrar Ali                | 668                     | 1,47                    |
|                            | Cristiano                                  | Errol Williams             | 488                     | 1,08                    |
|                            | Respect                                    | Abdi Duale                 | 230                     | 0,51                    |
|                            | Indipendente                               | Dean McCastree             | 163                     | 0,36                    |
|                            |                                            |                            |                         |                         |
| Iscritti                   | Iscritti                                   | Iscritti                   | 74 046                  | 100,00                  |
| ↳ Votanti (% su iscritti)  | ↳ Votanti (% su iscritti)                  | ↳ Votanti (% su iscritti)  | 45 324                  | 61,21                   |
| ↳ Astenuti (% su iscritti) | ↳ Astenuti (% su iscritti)                 | ↳ Astenuti (% su iscritti) | 28 722                  | 38,79                   |
|                            |                                            |                            |                         |                         |
|                            | Esito: collegio a Lib Dem (nuovo collegio) |                            |                         |                         |

## Risultati dei referendum

### Referendum sulla permanenza del Regno Unito nell'Unione europea del 2016
|             | Collegio      | Lasciare UE % | Rimanere in UE % |
| ----------- | ------------- | ------------- | ---------------- |
|             | Brent Central | 42,9%         | 57,1%            |
|             | Inghilterra   | 53,3%         | 46,7%            |
| Regno Unito | 51,9%         | 48,1%         |                  |